# Microtus fortis
Microtus fortis es una especie de roedor de la familia Cricetidae.

## Distribución geográfica
Se encuentra al norte y en el centro de Eurasia, incluyendo el norte de la  China y la Península de Corea. 